# Ernst Haller

Ernst Haller (1971)

Ernst Haller (* 16. Juni 1910 in Wettingen; † 7. November 1986 in Brugg; heimatberechtigt in Reinach und ab 1976 in Windisch) war ein Schweizer Politiker (SP).
Der Sohn eines Lokomotivführers absolvierte von 1926 bis 1930 das Lehrerseminar Wettingen. Nach Stellvertretungen in Oberbözberg und Herznach war er von 1931 bis 1973 als Primarlehrer und Oberstufenlehrer (Realschule) in Windisch tätig.
Ernst Haller gehörte von 1941 bis 1971 dem Grossen Rat des Kantons Aargau an, den er im Amtsjahr 1958/59 auch präsidierte. Ab 1973 war er auch im Aargauer Verfassungsrat, 1974/75 als dessen Präsident. Von 1959 bis 1979 gehörte Haller zudem dem Nationalrat an.
Haller bekam für seine langjährige Tätigkeit als Lehrer in der Gemeinde Windisch 1976 das Ehrenbürgerrecht verliehen.